# جوليان دوبريه
جوليان دوبريه (بالفرنسية: Julien Dupré)‏ هو رسام فرنسي، ولد في 18 مارس 1851 في باريس في فرنسا، وتوفي بنفس المكان في أبريل 1910.